# Haunted (série télévisée)
Pour les articles homonymes, voir Haunted.
Haunted ou Hanté au Québec, est une série télévisée américaine en onze épisodes de 43 minutes, créée par Andrew Cosby et Rick Ramage et dont seulement sept épisodes ont été diffusés entre le 24 septembre et le 5 novembre 2002 sur le réseau UPN.
En France, la série a été diffusée du 20 mars au 24 avril 2004 sur M6 dans le cadre de La Trilogie du Samedi, sur Fun TV et Série Club en 2005 puis sur W9 en 2006 et TF6 ; et au Québec à partir d'octobre 2005 sur Mystère.

## Synopsis
Frank Taylor est policier. Un matin il découvre que son fils a été enlevé. Ne le retrouvant pas, il déprime. Il perd son travail, son couple s'effondre. Jess, son épouse, le quitte et sa vie est détruite. 
Après une longue période difficile à vivre, Frank décide d'être détective privé et s'occupe principalement d'affaires d'enlèvement d'enfants. Mais son destin va le mener à exercer toutes sortes d'enquêtes. 
Alors qu'il mène l'enquête sur la disparition d'un enfant, il trouve le ravisseur, le tue et se retrouve lui-même, grièvement blessé, à la frontière de la mort. Réanimé à l'hôpital, il comprend que, revenu d'entre les morts, il a changé : il voit des personnes décédées qui lui demandent, parfois de manière bizarre, de les aider.

## Distribution
- Matthew Fox (VF : Cyril Artaux) : Frank Taylor
- Lynn Collins (VF : Dominique Westberg) : Jessica « Jess » Manning
- Russell Hornsby (VF : Marc Saez) : Marcus Bradshaw
- John F. Mann (en) (VF : Patrick Osmond) : Simon Dunn
- Michael Irby : Dante

 Source et légende : version française (VF) sur RS Doublage

## Épisodes
1. N'abandonne jamais (Pilot)
2. Le temps est si long… (Grievous Angels)
3. Les Âmes perdues (Fidelity)
4. Depuis la nuit des temps… (Blind Witness)
5. Le cœur a ses raisons (Abby)
6. Errance nocturne (Nocturne)
7. Au milieu du nulle part (A Three Hour Tour)
8. La Main du diable (Simon Redux)
9. Partir en paix (Last Call)
10. L'Antre de la folie (Seeking Asylum)
11. Nexus (Nexus)

## Commentaires
Le chanteur/guitariste du groupe Green Day, Billie Joe Armstrong joue un petit rôle, celui d'un fantôme, dans l'épisode La Main du diable.
Le bassiste et chanteur du groupe Blink-182, Mark Hoppus, joue dans un épisode également.